# Garoupa-arlequim
A garoupa-arlequim (Cephalopholis polleni), é uma espécie de garoupa nativa de recifes de coral do Indo-Pacífico. Essa espécie prefere viver em recifes de águas transparentes e quentes, próximos de paredões e penhascos de corais. Os jovens tendem a ser mais coloridos que os adultos, por isso, são frequentemente capturados para o comercio de aquarismo.
Essa espécie é nativa do Indo-Pacífico, sendo encontrada no Mar Vermelho para o Sri Lanka até a Austrália e ilhas da Polinésia, além de ser avistada em recifes profundos na Indonésia e Cebu, nas Filipinas.